# Bicola
La bicola o doble cola es un tipo de cola especial que permiten la inserción y eliminación de elementos de ambos extremos de la cola.
Puede representarse a partir de un vector y dos índices, siendo su representación más frecuente una lista circular doblemente enlazada.
Todas las operaciones de este tipo de datos tienen coste constante.

## Especificación de colas dobles en maude
```
fmod COLA-DOBLE {X :: TRIV} is
	protecting NAT .
	sorts ColaDobleNV{X} ColaDoble{X} .
	subsort ColaDobleNV{X} < ColaDoble{X} .
        ***generadores
	op crear : -> ColaDoble{X} [ctor] .
	op encolarIzq : X$Elt ColaDoble{X} -> ColaDobleNV{X} [ctor] .
        ***constructores
	op encolarDch : X$Elt ColaDoble{X} -> ColaDobleNV{X} .¡
	op extraerIzq : ColaDoble{X} -> ColaDoble{X} .
	op extraerDch : ColaDoble{X} -> ColaDoble{X} .
        ***selectores
	op frenteIzq : ColaDobleNV{X} -> X$Elt .
	op frenteDch : ColaDobleNV{X} -> X$Elt .

	vars E E1 E2 : X$Elt .
	vars C : ColaDoble{X} .
	vars CNV : ColaDobleNV{X} .

	eq encolarDch(E, crear) = encolarIzq (E, crear) .
	eq encolarDch(E1, encolarIzq(E2, C)) = encolarIzq(E2, encolarDch(E1, C)) .
	eq extraerIzq(crear) = crear .
	eq extraerIzq(encolarIzq(E, C)) = C .
	eq extraerDch(crear) = crear .
	eq extraerDch(encolarIzq(E, crear)) = crear .
	eq extraerDch(encolarIzq(E, C)) = encolarIzq(E, extraerDch(C)) .
	eq frenteIzq(encolarIzq(E, C)) = E .
	eq frenteDch(encolarIzq(E, crear)) = E .
	eq frenteDch(encolarIzq(E, CNV)) = frenteDch(CNV) .
endfm

```

## Especificación de colas dobles en java
```
// ArrayCircularQueue.java

package
 
com.javajeff.cds
;

public
 
class
 
ArrayCircularQueue
 
implements
 
Queue
 
{

private
 
int
 
front
 
=
 
0
,
 
rear
 
=
 
0
;

private
 
Object
 
[]
 
queue
;

public
 
ArrayCircularQueue
 
(
int
 
maxElements
)
 
{

queue
 
=
 
new
 
Object
 
[
maxElements
]
;

}

public
 
void
 
insert
 
(
Object
 
o
)
 
{

int
 
temp
 
=
 
rear
;

rear
 
=
 
(
rear
 
+
 
1
)
 
%
 
queue
.
length
;

if
 
(
front
 
==
 
rear
)
 
{

rear
 
=
 
temp
;

throw
 
new
 
FullQueueException
 
();

}

queue
 
[
rear
]
 
=
 
o
;

}

public
 
boolean
 
isEmpty
 
()
 
{

return
 
front
 
==
 
rear
;

}

public
 
boolean
 
isFull
 
()
 
{

return
 
((
rear
 
+
 
1
)
 
%
 
queue
.
length
)
 
==
 
front
;

}

public
 
Object
 
remove
 
()
 
{

if
 
(
front
 
==
 
rear
)

throw
 
new
 
EmptyQueueException
 
();

front
 
=
 
(
front
 
+
 
1
)
 
%
 
queue
.
length
;

return
 
queue
 
[
front
]
;

}

}

```

## Especificación de colas dobles en C++
```
// coladoble.hpp

#ifndef INCLUIDO_CoLaDobLe_

#define INCLUIDO_CoLaDobLe_

class
 
ColaDoble
 

{

  
public
:

  
struct
 
TAnillo
{
                        
//Esta estructura se puede modificar según la conveniencia del programador que la use

    
unsigned
 
int
 
x
,
 
y
;
                   
//sin necesidad de modificar el .cpp

   
};
                                    
//Si no se quiere usar una estructura se deberá hacer un typedef TAnillo

   
enum
 
TExtremo
 
{
frente
,
 
final
};

   
ColaDoble
();
                           
//Constructor se llama automáticamente.

   
~
ColaDoble
();
                          
//Destructor se llama automáticamente.

   
bool
 
EstaVacia
()
 
const
;
                
//Devuelve true si esta vacía la cola

   
void
 
Encolar
(
const
 
TAnillo
 
&
a
,
 
TExtremo
 
ext
=
final
);
//Añade un elemento por el extremo apuntado por ext

   
void
 
Desencolar
(
TExtremo
 
ext
=
frente
);
  
//Quita un elemento por el extremo apuntado por ext

   
bool
 
Valor
(
TAnillo
 
&
a
,
 
TExtremo
 
ext
=
frente
)
 
const
;
  
//Devuelve el valor del extremo apuntado por ext, NO ELIMINA NADA DE LA COLA

										 
//para eliminar y consultar el siguiente se debera usar Desencolar()

   

  
private
:

   
struct
 
NodoCD
 

   
{

     
TAnillo
 
an
;
 

     
NodoCD
 
*
sig
;

   
};
 

   
NodoCD
 
*
cabeza
;

   
NodoCD
 
*
cola
;

};

#endif

// coladoble.cpp

#include
 
"coladoble.hpp"

ColaDoble
::
ColaDoble
()

:
 
cabeza
(
0
),
 
cola
(
0
)

{

}

ColaDoble
::~
ColaDoble
()

{

  
NodoCD
 
*
aux
;

  
while
 
(
cabeza
)

  
{

    
aux
=
cabeza
->
sig
;

    
delete
 
cabeza
;

    
cabeza
=
aux
;

  
}

}

bool
 
ColaDoble
::
EstaVacia
()
 
const

{

  
return
 
cabeza
==
0
;

}
 

void
 
ColaDoble
::
Encolar
(
const
 
TAnillo
 
&
a
,
 
TExtremo
 
ext
)

{

  
NodoCD
 
*
nuevo
 
=
 
new
 
NodoCD
;

  
nuevo
->
an
=
a
;

  
if
 
(
cabeza
==
0
){

    
cabeza
=
nuevo
;

    
cola
=
nuevo
;

    
nuevo
->
sig
=
0
;

  
}

  
else
 
if
(
ext
==
frente
){

    
nuevo
->
sig
=
cabeza
;

    
cabeza
=
nuevo
;

  
}

  
else
{

    
nuevo
->
sig
=
0
;

    
cola
->
sig
=
nuevo
;

    
cola
=
nuevo
;

  
}

}

void
 
ColaDoble
::
Desencolar
(
TExtremo
 
ext
)

{

  
NodoCD
 
*
aux
;

  
if
(
!
EstaVacia
()){

    
if
 
(
cabeza
==
cola
){

      
delete
 
cabeza
;

      
cabeza
 
=
 
cola
 
=
 
0
;

    
}

    
else
 
if
 
(
ext
==
frente
){

      
aux
 
=
 
cabeza
->
sig
;

      
delete
 
cabeza
;

      
cabeza
 
=
 
aux
;

    
}

    
else
{

      
aux
 
=
 
cabeza
;

      
while
(
aux
->
sig
 
!=
 
cola
){

        
aux
 
=
 
aux
->
sig
;

      
}

      
aux
->
sig
 
=
 
0
;

      
delete
 
cola
;

      
cola
 
=
 
aux
;

    
}

  
}

}

bool
 
ColaDoble
::
Valor
(
TAnillo
 
&
a
,
 
TExtremo
 
ext
)
 
const

{

  
if
 
(
EstaVacia
()){

    
return
 
false
;

  
}

  
if
(
ext
 
==
 
frente
){

    
a
=
cabeza
->
an
;

  
}

  
else
{

    
a
=
cola
->
an
;

  
}

  
return
 
true
;

}

```